# Irene Lardy
Irene Lardenoye (Maassluis, 16 maart 1948) is een Nederlandse zangeres.

## Biografie
Lardy groeide op in Geleen en volgde vanaf jonge leeftijd studies zang, piano en gitaar. Ook was ze dansmarieke bij de carnavalsvereniging De Uule in Oud-Geleen. In die begintijd zong ze vooral liedjes van andere bekende artiesten.
In de KRO-talentenjacht Springplank won ze de eerste prijs. Daarna begon ze zelf met het schrijven van liedjes. Bij een concours in Zandvoort werd ze Miss Talent 1966 en in 1972 won ze het Jeugd-Eurovisiesongfestival. Haar eerste platen maakte ze onder leiding van Addy Kleijngeld die haar met zijn orkest begeleidde op verschillende platen. In Nederland en Duitsland verscheen ze regelmatig op de TV en had daarbij in Jim Collin haar vaste begeleider.
In 1970 had ze een single-tip voor de Nederlandse Top-40 met "Je hebt me eindeloos gekust/Kiriako" en in 1972 nogmaals met "Dit is de allereerste keer". Tot een Top-40 single is het nooit gekomen. Naast Nederlandse liedjes zingt Lardy ook in het Limburgs. In 1979 zong ze het carnavalslied Met Vastelaovend bin ich gebaore (Met carnaval ben ik geboren).
In november 2015 won Irene het Gelaens Vastelaoves Leedjeskonkoer (GVK) met het liedje Zoa haet Bertha 't bedoeld van Guus Steinen. Vervolgens schreef ze in voor het Limburgs Vastelaovesleedjes Konkoer (LVK) 2016, waar ze uit 60 halvefinalisten werd gekozen voor deelname namens Geleen aan de finale op 22 januari met hetzelfde nummer. Het liedje Zoa haet Bertha 't bedoeld is een parodie op Bertha Paulissen-Willen die indertijd de grote animator was voor het Limburgse carnavalslied en een van de oprichters van het LVK.

## Discografie
- Adios/Das braucht Mama und Papa (1966)
- Rode rozen/Voor altijd (1967)
- Deze tango vergeet ik niet/De vader van de bruid (1967)
- Lord Lester uit Manchester/Waar het gouden zonlicht schijnt (1967)
- Zoals je moeder is/Jouw trouwfoto (1967)
- Romeo en Julia/Alleen voor hem (1968)
- Doe de groeten aan je moeder (1969)
- Ik lach om tranen van verdriet/De man met de grote trom (1969)
- Als iemand je duizend kussen belooft/Jij en ik (1969)
- Kiriako/Je hebt me eindeloos gekust (1970)
- De degenslikker/Op de boulevard (1970)
- Ik wil geen man/Op de boulevard (1971)
- Dit is de allerlaatste keer/Tranen (1971)
- Eviva Espana/De oude zigeuner (1972)
- Doe de samba met mij/Bella musica (1977)
- A gypsy in his heart/Marlena (met de Classics) (1978)
- ABC/Music was made for love (1979)
- Am Rosenmontag bin ich geboren/Mèt vastelaovend bin ich gebaore (1980)
- Als carnavalskind ben ik geboren/Bella musica (1980)
- Valencia/Bella musica (1980)
- 't Maske maog bööke/Vastelaovespotpourri (1981)
- Zoa haet Bertha 't bedoeld (2015)